# 小帯切除術
小帯切除術（しょうたいせつじょじゅつ）は歯周外科治療において歯肉歯槽粘膜形成術に分類される術式の一つである。
ここでは歯周治療や補綴前処置における小帯切除術を主として記載する。発語などの問題から乳幼児期に行われる舌小帯切除術に関しては他項目を参照のこと。
小帯切除術と小帯切断術は分けて考えられる。
小帯は口腔内において頬、舌、上下唇にあるヒダのことで、筋組織と結合組織を含んでおり、口腔機能の働きに寄与している。
小帯切除術は、小帯の位置・形態・数の異常がある患者に対して適応となる。
歯周治療において、小帯の位置異常により、付着歯肉の不足やプラークコントロールの不足が生じる場合などに用いられる術式である。
小帯切除術と小帯切断術は異なる．

## 頬小帯切除術
頬小帯の付着異常、特に高位付着が認められる場合、
- ブラッシングが困難
- 付着歯肉の不足
- 歯頸部カリエスリスクの増大
- 歯肉退縮
- 補綴物マージンの露出
- 義歯辺縁封鎖性が得られない
- 義歯による褥瘡性潰瘍の形成

などの問題点から切除術が行われる。
術式は局所麻酔下にて行い、切開線設定後、メスにて切開する。下顎の場合はオトガイ神経の損傷に注意する。
切開の深さは症例によって異なり、剥離したのち形成されたフラップを口腔前庭の狭小を解消する方向に移動し、縫合する。
口腔前庭の拡張を兼ねることも多く創面が大きくなる場合には、遊離歯肉の移植を行うこともある。また真皮欠損用グラフトを用いることも有効である。
グラフトにより感染と術後の後戻りを予防することができる。

## 上唇小帯切除術
上唇小帯が高位付着や肥大している場合、上顎両側中切歯間で正中離開が生じることがある。通常であれば側切歯の萌出とともに上顎両側中切歯間の間隙はなくなるが、解消されない場合には切除術や矯正治療の対象となる。
術式として用いられているのは、
- Z形成法(E.Kruger,1971)
- VY型切除法(E.Kruger,1971)
- V型切除術(J.J.Starshak,1980)

などがある。
術式は簡便であるV型切除法を例にとると、局所麻酔後に小帯を基始部より切除し、菱形にできた創面をそのまま縫合する。
グラフトなどを行わない場合、20〜50%で再発の可能性がある。